# Budapesti Műhely

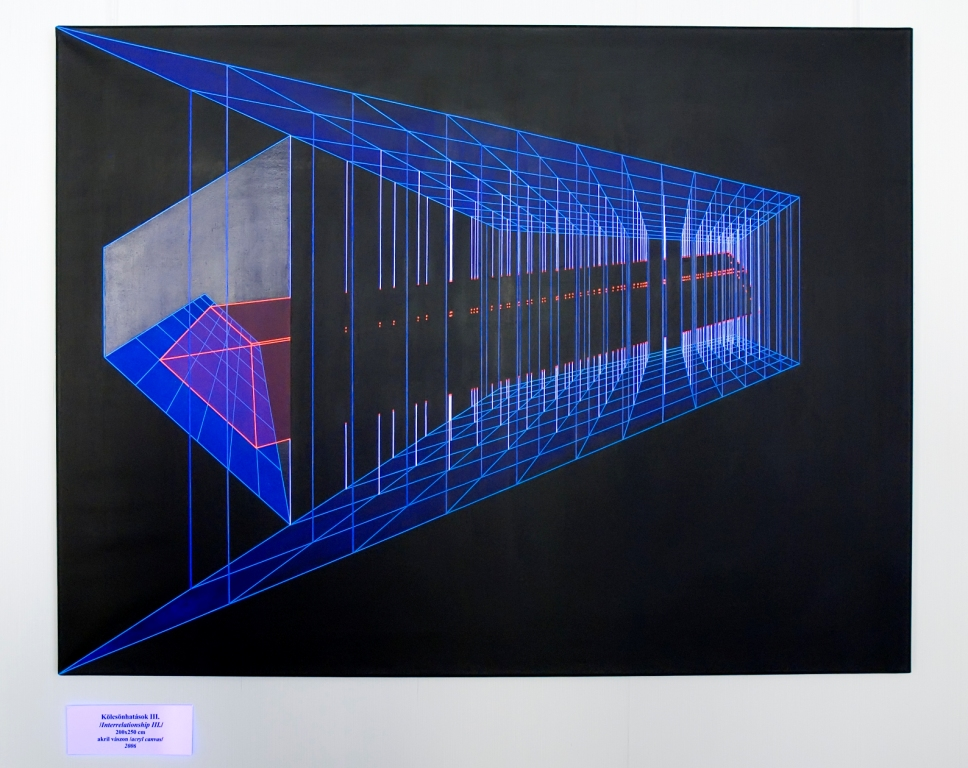
Mengyán András Geometria I.

A Műhely, Budapesti Műhely, később egyszerűen Pesti Műhely néven emlegetett iskola egy 1971–1988 között létező budapesti neoavantgárd képzőművészeti alkotóközösség volt.

## Története

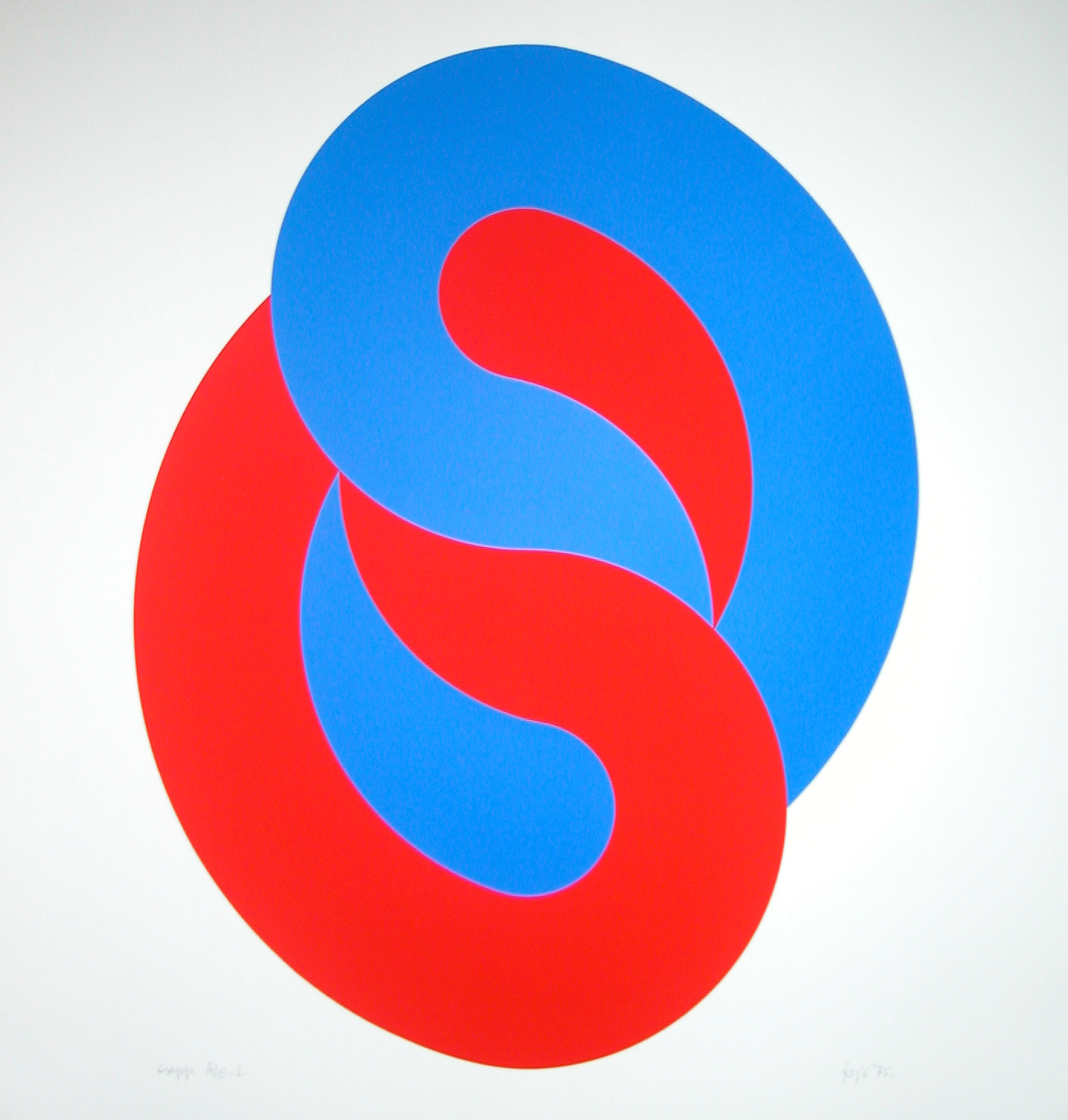
Fajó János Csepp

1971-ben három képzőművész, Bak Imre, Fajó János és Nádler István hozott létre egy programot egy képzőművészeti alkotói közösség számára. Nagyon fontosnak tartották a sokszorosítást, az alkotások reprodukcióinak terjesztését, így 1973-ban a Benczúr utcában egy szitanyomó műhelyt létesítettek. Itt már nemcsak alkotócsoportként működtek, hanem kiadóként is. Csatlakozott hozzájuk több alkotó, köztük Mengyán András, Hencze Tamás, Keserü Ilona.
1976-tól különösen megélénkült tevékenységük, mert Fajó János lett a Józsefvárosi Galéria művészeti vezetője, s itt rendszeresen a csoport szellemiségének megfelelő kiállításokkal jelentkeztek, törekvéseiket támogatta Fábián László, aki ekkor a Népművelési Intézet képzőművészetekért felelős művészeti főelőadója volt. Fő gondolatuk az volt, hogy a művészeknek ki kell lépniük a műtermek falai közül, s meg kell ismertetni a közönséggel a neoavantgárd stílusú alkotásokat, sőt a művészeknek oda kell hatni, hogy az emberek teljes vizuális környezete (a design) megváltozzon, ezért előtérbe helyezték az iparművészeti termékeket, az alkalmazott művészeti műfajokat, de leginkább a sokszorosítást, hogy minél több emberhez eljussanak a művészeti alkotások reprodukciói. 1982-től Fajó egyedüli jogutódja a Pesti Műhelynek, ahol az ő első tanítvány nemzedéke közül, Bányász Évával és Boros Tamással közösen dolgoznak, s megteremtik a hazai vizuális előadó művészet műfaját. A továbbiakban a legszebb kortárs művészek kiadványait, művészi nyomatokat, mappákat, professzionális, korát megelőző technikai perfekcionizmus szinten, világszínvonalon közösen alkotják.
Egy haladó hagyományt elevenítettek fel, a 20. század elejének és közepének tendenciáit, amikor Max Bill, Kassák Lajos, Nicolas Schöffer, az orosz konstruktivisták, majd Victor Vasarely is szitamappákat adtak ki. Szellemiségében az egész társadalom vizuális, kulturális környezetének fejlesztése volt a cél, aktivitásuk a reklámgrafikától az öltözködésen át a várostervezésig terjedt. A mozgalom, az iskola az 1980-as évek végén elhalt, az individuális gondolkodás és érvényesülés került előtérbe. Egészen odáig, hogy a Nemzeti Galéria által nyilvántartott köztéri alkotások napjainkban kalapács alá kerülnek az árveréseken, egyik legfrissebb példa erre Borsos Miklós két domborműve, amely eredetileg a Magyar Optikai Művek auláját díszítette.
Természetesen napjainkban is a nagy- és kisvállalkozások, a közintézmények, kis- és nagy városok teremtik meg az egyéni- és közösségi arculatukat, építészek, iparművészek, grafikusok, szobrászok bevonásával. A muzeológusok, a művészettörténészek, az igényes műkereskedők és galériák, s maguk a művészek is sokat tesznek a kortárs művészeti alkotások megismertetéséért. (A kortárs művészeti alkotások megismertetésében az oktatási intézmények, a TV csatornák és a napilapok vannak lemaradásban).

## A Műhely csoportos kiállításai (válogatott)
- 1976 Műhely - Budapest, Munkácsy Mihály Múzeum, Békéscsaba; Természet, látás, alkotás, a szín, Józsefvárosi Galéria, Budapest; A színes sokszorosítás szerepe korunk vizuális gondolkodásában, Józsefvárosi Galéria, Budapest
- 1977 Posztervásár, Józsefvárosi Galéria, Budapest; Grafikák egy kórháznak, Józsefvárosi Galéria, Budapest; Műhely - Budapest, Ifjúsági Ház Galéria, Pécs
- 1978 10 éves szimpozion mozgalmunk, Józsefvárosi Galéria, Budapest; Terítékek, Józsefvárosi Galéria, Budapest; Szék, Józsefvárosi Galéria, Budapest; Az Októberi Forradalom grafikái, Józsefvárosi Galéria, Budapest
- 1979 Utcabútorok, Józsefvárosi Galéria, Budapest; Zacskó-kiállítás, Józsefvárosi Galéria, Budapest; 1919 művészei, Józsefvárosi Galéria, Budapest; Multipli vásár, Józsefvárosi Galéria, Budapest; Fotogramok, Józsefvárosi Galéria, Budapest; Rend, rendszer, Székesfehérvár
- 1980 Síkburkolatok, Józsefvárosi Galéria, Budapest; Jel - jelentés, Józsefvárosi Galéria, Budapest; Tér - kapcsolat - lehetőség, Józsefvárosi Galéria, Budapest
- 1981 Műanyag a képzőművészetben, Józsefvárosi Galéria, Budapest; Budapest utcatáblái, Józsefvárosi Galéria, Budapest
- 1982 Ékszer, Józsefvárosi Galéria, Budapest; Mű és alkotóelemei, Józsefvárosi Galéria, Budapest; Szín és tér, Józsefvárosi Galéria, Budapest
- 1983 A Pesti Műhely 1974-83, Józsefvárosi Galéria, Budapest
- 1984 Képzőművészet és animáció, Józsefvárosi Galéria, Budapest; Rendszerek és variációk az öltözködésben, Józsefvárosi Galéria, Budapest
- 1985 Konkrét művészet, Józsefvárosi Galéria, Budapest
- 1986 Tízéves az Encsi Alkotótábor, Józsefvárosi Galéria, Budapest
- 1987 Kassák emlékkiállítás, Józsefvárosi Galéria, Budapest
- 1988 Experimentum és használati tárgy, Józsefvárosi Galéria, Budapest.